# سمان الغابة المطوق
سمان الغابة المطوق (الاسم العلمي: Odontophorus strophium) (بالإنجليزية: Gorgeted Wood-quail)‏ هو نوع من الطيور يتبع جنس سمان الغابة من فصيلة سمان العالم الجديد.